# Simon Froehling
Simon Froehling (* 1978 in Brugg, Aargau) ist ein Schweizer Autor.

## Leben
Simon Froehling wurde 1978 in Brugg im schweizerischen Kanton Aargau geboren und ist schweizerisch-australischer Doppelbürger. Er machte seine Matura im australischen Brisbane. Danach begann er eine Ausbildung zum Englischlehrer in London, der ein Arbeitsaufenthalt in Kairo folgte. Heute lebt Froehling in Zürch und arbeitet hauptberuflich als Autor und Dramaturg. Froehling studierte Literarisches Schreiben am Schweizerischen Literaturinstitut der Hochschule der Künste Bern in Biel, wo er später als Gastdozent tätig war.

## Werke
Froehlings Werke umfassen sowohl Prosa und Lyrik, wie auch Hörspiele und u. a. die preisgekrönten Theaterstücke Familie Kern fährt ans Meer und Fieberkind. Mit Feindmaterie, ein weiteres Bühnenstück, erhielt Froehling bei den St. Galler Autorentagen den Publikumspreis. Für seinen ersten Roman Lange Nächte Tag (bilgerverlag, Zürich 2010) erhielt er ein Werkstipendium des Kantons Zürich und wurde mit dem Kulturpreis von Network – Gay Leadership 2014 ausgezeichnet. Sein zweiter Roman Dürrst (bilgerverlag, Zürich 2022) wurde mit einem Halben Werkjahr von Kultur Stadt Zürich gefördert und für den Schweizer Buchpreis 2022 nominiert.

### Bühnenstücke
| Name | Verlag                              | Erscheinungsjahr | Uraufführung                                                                                                | Datum der Uraufführung |
| --- | ----------------------------------- | ---------------- | --- | ---------------------- |
| Feindmaterie | Neue Pegasus Theaterverlag, Berlin  | 2006             | Theater Biel-Solothurn (R.: Jan Philipp Gloger)                                                             | 30.04.2008             |
| Double Take, Bunk'r! – Jugendtheater | n.n.                                | n.n.             | Schauspielhaus Zürich (R.: Simon Froehling)                                                                 | 2003                   |
| Bereaved – Kurzstück | n.n.                                | n.n              | St. Martin's Youth Arts Centre, Season of New International Writing (R.: Brett Adams), Melbourne/Australien | 2004                   |
| Familie Kern fährt ans Meer – Stück mit Kind . Übers. Henning Bochert                                                                       | Neue Pegasus Theaterverlag, Berlin. | 2005             | Theaterdiscounter (R.: Katja Gaub) und Vorstadt-Theater Basel (R.: Andreas Storm)                           | 2005/06                |
| Triff mich – Kurzstück | n.n                                 | n.n              | S'Ensemble Theater/Junges Theater Augsburg (R.: Jörg Schur)                                                 | 2005                   |
| This is not a lovesong – Ein Stück Theater in Episoden – zus. mit Guy Krneta, Sabine Wen-Ching Wang und Katharina Schlender – Jugendtheater | n.n                                 | n.n              | Theater am Gleis/Bravebühne, Winterthur (R.: Taki Papaconstantinou)                                         | 2006                   |
| Absolut Züri – Folge 1: Rolis Baby – Theaterserie                                                                                           | n.n                                 | n.n              | Theaterhaus Gessnerallee (R.: Hannes Rudolph)                                                               | 2007                   |
| Absolut Züri – Folge 2: Beats Fest – zusammen mit Patrick Schuckmann – Theaterserie                                                         | n.n                                 | n.n              | Theaterhaus Gessnerallee (R.: Andreas Storm)                                                                | 2008                   |
| Sofa | n.n                                 | n.n              | Theater Hildesheim (R.: Karen Becker)                                                                       | 2007                   |
| Alles Walzer - Monolog für eine Aufrechte                                                                                                   | Neue Pegasus Theaterverlag, Berlin. | 2008             | Theaterhaus Gessnerallee (R.: Andreas Storm)                                                                | 2008                   |
| gibt sie antwort atmet er | Neue Pegasus Theaterverlag, Berlin. | 2008             | Hochschule der Künste Bern, aua wir leben (R.: Samuel Schwarz)                                              | 2008                   |

### Romane
- Lange Nächte Tag. Liebesroman. Bilger, Zürich 2010, ISBN 978-3-03762-009-0.
- Dürrst. Roman. Bilger, Zürich 2022, ISBN 978-3-03762-100-4.

### Hörspiel
- Moi Non Plus. SRF 1, 2012.

### Übersetzungen
- Jack Thorne: En Samschtig zum Knuutsche (Original: People Snogging in Public Places) von der Originalsprache in Englisch zu der Zielsprache in Schweizerdeutsch
- Daniela Janjic: Yellow Days (Original: Gelbe Tage) von der Originalsprache in Deutsch zu der Zielsprache in Englisch
- Mary Cooper: Kein Platz (Original: Breathing Space) von der Originalsprache in Englisch zu der Zielsprache in Deutsch
- Darja Stocker: Nightblind (Original: Nachtblind) von der Originalsprache in Deutsch zu der Zielsprache: Englisch
- Laura de Weck: Peer Pleasures (Original: Lieblingsmenschen) von der Originalsprache in Deutsch zu der Zielsprache in Englisch[7]

## Auszeichnungen
- Werkjahr der Stadt Zürich 2024
- Shortlist des Schweizer Buchpreises mit Dürrst 2022
- Halbes Werkjahr von Stadt Zürich Kultur 2021
- Nominiert für den Ingeborg-Bachmann-Preis 2013
- Werkbeitrag der Fachstelle Kultur des Kantons Zürich 2010
- Elisabeth-Gerter-Preis 2008
- Publikumspreis der 2. St. Galler Autorentage 2007
- Stipendiat des 11. Klagenfurter Literaturkurses 2007
- Preis für das Schreiben von Theaterstücken 2006 der Schweizerischen Autorengesellschaft (SSA)
- Berlin-Stipendium des Kantons Zürich 2006
- Nominiert für den Lenz-Dramatikerpreis der Stadt Jena 2006
- Förderpreis der Kulturstiftung des Kantons Appenzell Ausserrhoden 2004 und 2008
- Werkstipendium der Kulturstiftung des Kantons Appenzell Ausserrhoden 2021
- Absolvent Dramenprozessor 2003/04 und Masterclass MC 6 2006
- Heinz-Weder-Anerkennungspreis für Lyrik 2005
- Gewinner Stückwettbewerb «Appellation contrôlée» des AdS 2004
- Zweiter Preis Lyrikwettbewerb AdS/Entwürfe 2004
- Gewinner Lyrikpreis der Aarauer Kulturtage 2003 (zus. mit Stefanie Grob)[7]